# Cordão da Bola Preta
O Cordão da Bola Preta (ou simplesmente Bola Preta), fundado em 1918, é  o mais antigo bloco de carnaval do Rio de Janeiro, um dos mais antigos do país e último representante remanescente dos antigos Cordões Carnavalescos que existiam no Rio de Janeiro no início do século XX.
O Bola Preta desfila tradicionalmente todo sábado de carnaval na Avenida Rio Branco no centro do Rio de Janeiro, começando por volta das 9h da manhã, até às 14h. O bloco também sai na sexta-feira imediatamente anterior à abertura do carnaval, no mesmo local.
Suas cores são o Branco e o Preto, e o uniforme oficial é qualquer roupa branca com bolinhas pretas. Muita gente vai fantasiada e até monta alas.
O bloco possui uma marchinha muito conhecida, a Marcha do Cordão da Bola Preta, famosa pelo verso "quem não chora, não mama", e composta por Nelson Barbosa e Vicente Paiva, conhecido músico brasileiro, que faleceu em 1964. É considerado o hino da agremiação. Os desfiles do bloco são abertos com esta marchinha e encerrados com a não menos famosa música Cidade Maravilhosa. 
O músico Jacob do Bandolim também compôs uma música em homenagem ao bloco. No caso, um choro: "Bola Preta", gravado pela primeira vez em 1954 pelo próprio Jacob ao bandolim.
Se auto-intitula "o maior bloco de carnaval do mundo", o que cria uma intensa rivalidade entre este e o bloco pernambucano Galo da Madrugada, que desfila pelas ruas de Recife.  Em 2012, o bloco carioca teria reunido cerca de 2,5 milhões de foliões, superando o rival recifense, segundo estimativas da própria do próprio Bloco. Por outro lado, o recorde anunciado nunca foi confirmado por fontes oficiais e não consta no Guinness World Records, título este pertencente ao bloco Galo da Madrugada, permanecendo a rivalidade saudável já que o Bola Preta desfilou em 2017 com pouco menos de 1,3 milhões de foliões  e o galo da madrugada com mais de 2,5 milhões.

## Marcha do Cordão da Bola Preta
Compositor: Nelson Barbosa e Vicente Paiva
Quem não chora não mama!
Segura, meu bem, a chupeta.
Lugar quente é na cama
Ou então no Bola Preta.
Vem pro Bola, meu bem,
Com alegria infernal!
Todos são de coração!
Todos são de coração.
(Foliões do carnaval).
(Sensacional!)

## História
O Cordão foi começou suas atividades em 1918 na Rua da Glória nº 88, e foi fundado por Álvaro Gomes de Oliveira (Caveirinha), Francisco Brício Filho (Chico Brício), Eugênio Ferreira, João Torres e os três irmãos Oliveira Roxo, Jair, Joel e Arquimedes Guimarães.
Saiu pela primeira vez em 13 de dezembro de 1918. Uma grande figura e diversas vezes seu presidente foi Francisco Carlos Brício, autor da compra em 1950 da antiga sede do Cordão na Avenida Treze de Maio.
No Carnaval de 2008 reuniu mais de 500 mil pessoas pela Avenida Rio Branco. No ano de 2010, mais de um milhão e meio de pessoas se juntaram ao Cordão. e em 2011 arrastou mais de 2 milhões de pessoas, num sábado de carnaval chuvoso, querendo até ser o maior bloco do planeta, igualando-se ao Galo da Madrugada, que obteve o recorde de 2 milhões de pessoas no carnaval de 2009.
Em 2012, o bloco atraiu cerca de 2,5 milhões de pessoas, segundo estimativa da própria organização do evento, quando teria tomado informalmente do Galo da Madrugada, de Recife, o título de "maior bloco do mundo".
Nos últimos anos, o Bola Preta tem trazido em seu desfile, muitos famosos, como: a atriz Leandra Leal, que desfila como porta-estandarte e a cantora Maria Rita que é a madrinha do bloco, além de Desirée Oliveira, do humorístico Zorra Total, que foi a rainha do bloco em 2012.
No Carnaval de 2013, o Bola Preta foi homenageado pela Alegria da Zona Sul, que falou dos 95 anos de existência do Cordão com o enredo "Quem não chora, não mama...", fazendo assim, uma concentração de luxo para o Bola Preta já que a Alegria da Zona Sul desfilou na madrugada de sexta para sábado de Carnaval, ou seja, a madrugada antes do desfile do bloco, que começa todos os anos na manhã de sábado.
No carnaval  de 2018,  o GRES União de Maricá, tomou a responsabilidade de homenagear, em seu desfile de 2018, a trajetória centenária do Cordão do Bola Preta, através do enredo "100Sacional! Um maxixético e rebolativo baile", do carnavalesco Renato Figueiredo.  Uma autêntica e envolvente narrativa do carnaval; das mais remotas lembranças de um Pierrô pelo reencontro e reconquista do amor de sua Colombina; revivendo inesquecíveis carnavais, dos áureos tempos de Arlequins, Cabrochas e afins. Uma época de indecente crônica social, irreverente luxúria infernal e debochada confusão musical. Para orgulho dos "bolapretenses" a agremiação se sagrou campeã do Grupo C/RJ, fechando com chave de ouro a homenagem ao "maioral dos maiorais"!

## Algumas rainhas/madrinhas e portas estandartes do Bola Preta
- Neguinho da Beija-Flor (Padrinho)
- Leandra Leal (Porta estandarte)[10]
- Maria Rita (Madrinha) [10]
- Selminha Sorriso (Musa das Musas)
- Paolla Oliveira (Rainha)

## Premiações
- Tamborim de Ouro

2012 - Os Donos da Rua 
2013 - Os Donos da Rua 
2014 - Os Donos da Rua 
2015 - Os Donos da Rua 
2016 - Os Donos da Rua 
2017 - Os Donos da Rua 